# 埃米尔·科斯特
埃米尔·科斯特（法語：Émile Coste，1862年2月2日—1927年7月7日），生于土伦，法国男子击剑运动员。他参加了1900年夏季奥林匹克运动会击剑比赛，并获得了男子花剑个人金牌。